# پینکوییلونا
پینکوییلونا (به اسپانیایی: Pinkuylluna) یک کوه و محوطه باستانی در پرو است که در پرو واقع شده‌است.